# Pallavolo ai XXI Giochi centramericani e caraibici
La pallavolo ai XXI Giochi centramericani e caraibici si è disputata durante la XXI edizione dei Giochi centramericani e caraibici, che si è svolta a Mayagüez, in Porto Rico, nel 2010.

## Podi
| Evento                         | Oro             | Argento    | Bronzo     |
| Pallavolo maschile (dettagli)  | Porto Rico      | Venezuela  | Messico    |
| Pallavolo femminile (dettagli) | Rep. Dominicana | Porto Rico | Costa Rica |